# Discografia di Skrillex
La discografia di Skrillex, DJ e produttore discografico statunitense attivo dal 2002 e noto per essere stato frontman dei From First to Last, consiste in cinque album in studio (di cui uno realizzato con Diplo), sette EP e quarantasei singoli, pubblicati tra il 2009 e il 2025.

## Album in studio
| Anno | Titolo                                                   | Classifiche | Classifiche | Classifiche | Classifiche | Classifiche | Classifiche | Classifiche | Classifiche | Classifiche | Classifiche | Certificazioni |
| Anno | Titolo                                                   | US          | US Dance    | AUS         | BEL (Fl)    | CAN         | NOR         | NZ          | SWE         | SWI         | UK          | Certificazioni |
| ---- | -------------------------------------------------------- | ----------- | ----------- | ----------- | ----------- | ----------- | ----------- | ----------- | ----------- | ----------- | ----------- | -------------- |
| 2014 | Recess                                                   | 4           | 1           | 4           | 28          | 3           | 13          | 6           | 21          | 11          | —           | - MC: Oro      |
| 2015 | Skrillex and Diplo Present Jack Ü (con Diplo)            | —           | —           | 12          | 78          | —           | 11          | 15          | 21          | —           | 131         | - RIAA: Oro    |
| 2023 | Quest For Fire                                           | 51          | 2           | 33          | 119         | 29          | —           | 8           | —           | 57          | 78          |                |
| 2023 | Don't Get Too Close                                      | —           | —           | —           | —           | —           | —           | —           | —           | —           | —           |                |
| 2025 | Fuck U Skrillex You Think Ur Andy Warhol but Ur Not!! <3 | —           | —           | —           | —           | —           | —           | —           | —           | —           | —           |                |

## Extended play
| Anno | Titolo                                     | Classifiche              | Classifiche              | Classifiche              | Classifiche              | Classifiche              | Classifiche              | Classifiche              | Classifiche              | Classifiche              | Classifiche              | Certificazioni                                            |
| Anno | Titolo                                     | US                       | US Dance                 | AUS                      | BEL (Fl)                 | CAN                      | NOR                      | NZ                       | SWE                      | SWI                      | UK                       | Certificazioni                                            |
| ---- | ------------------------------------------ | ------------------------ | ------------------------ | ------------------------ | ------------------------ | ------------------------ | ------------------------ | ------------------------ | ------------------------ | ------------------------ | ------------------------ | --------------------------------------------------------- |
| 2009 | Gypsyhook EP (pubblicato come Sonny Moore) | —                        | —                        | —                        | —                        | —                        | —                        | —                        | —                        | —                        | —                        |                                                           |
| 2010 | My Name Is Skrillex                        | Pubblicato gratuitamente | Pubblicato gratuitamente | Pubblicato gratuitamente | Pubblicato gratuitamente | Pubblicato gratuitamente | Pubblicato gratuitamente | Pubblicato gratuitamente | Pubblicato gratuitamente | Pubblicato gratuitamente | Pubblicato gratuitamente | Pubblicato gratuitamente                                  |
| 2010 | Scary Monsters and Nice Sprites            | 49                       | 3                        | 24                       | —                        | 24                       | —                        | 15                       | 49                       | —                        | 156                      | - AUS: Platino - CAN: Platino - NZ: Oro                   |
| 2011 | More Monsters and Sprites                  | 124                      | 5                        | 60                       | —                        | —                        | —                        | —                        | —                        | —                        | —                        |                                                           |
| 2011 | Bangarang                                  | 14                       | 1                        | 4                        | 89                       | 4                        | 25                       | 3                        | —                        | 47                       | 31                       | - AUS: Platino (4) - UK: Oro - CAN: Platino - NZ: Platino |
| 2013 | Leaving                                    | —                        | —                        | —                        | —                        | —                        | —                        | —                        | —                        | —                        | —                        |                                                           |
| 2019 | Show Tracks                                | —                        | —                        | —                        | —                        | —                        | —                        | —                        | —                        | —                        | —                        |                                                           |

## Singoli

### Come artista principale
| Anno | Titolo                                                             | Classifiche | Classifiche | Classifiche | Classifiche | Classifiche | Classifiche | Classifiche | Classifiche | Classifiche | Classifiche | Certificazioni                                                                     | Album di provenienza              |
| Anno | Titolo                                                             | US          | AUS         | AUT         | BEL (Fl)    | CAN         | FRA         | NOR         | NZ          | SWE         | UK          | Certificazioni                                                                     | Album di provenienza              |
| ---- | ------------------------------------------------------------------ | ----------- | ----------- | ----------- | ----------- | ----------- | ----------- | ----------- | ----------- | ----------- | ----------- | ---------------------------------------------------------------------------------- | --------------------------------- |
| 2010 | Weekends!!! (con Sirah)                                            | —           | —           | —           | —           | 93          | —           | —           | —           | —           | —           | - CAN: Oro                                                                         | My Name Is Skrillex               |
| 2011 | First of the Year (Equinox)                                        | 85          | 84          | —           | 57          | 88          | 187         | 14          | —           | 19          | —           | - CAN: Oro - US: Oro                                                               | More Monsters and Sprites         |
| 2011 | Ruffneck (Full Flex)                                               | —           | —           | —           | —           | —           | —           | —           | —           | —           | 89          |                                                                                    | More Monsters and Sprites         |
| 2012 | Bangarang (con Sirah)                                              | 72          | 4           | 25          | 9           | 26          | 67          | 16          | 14          | 24          | 24          | - US: Oro                                                                          | Bangarang                         |
| 2012 | Breakn' a Sweat (con i The Doors)                                  | —           | —           | —           | —           | —           | —           | —           | —           | —           | —           |                                                                                    | Bangarang                         |
| 2012 | Make It Bun Dem                                                    | 106         | 27          | 51          | 15          | 34          | 87          | —           | 16          | 48          | 58          | - AUS: Oro - CAN: Oro                                                              | /                                 |
| 2013 | Try It Out (con Alvin Risk)                                        | —           | —           | —           | —           | —           | —           | —           | —           | —           | —           |                                                                                    | Recess                            |
| 2014 | Recess (con Kill the Noise ft. Fatman Scoop and Michael Angelakos) | —           | —           | —           | —           | —           | —           | —           | —           | —           | —           |                                                                                    | Recess                            |
| 2014 | Take Ü There (con Diplo feat. Kiesza)                              | —           | —           | —           | —           | —           | —           | —           | —           | —           | —           |                                                                                    | Skrillex and Diplo Present Jack Ü |
| 2014 | Ease My Mind/Ragga Bomb                                            | —           | —           | —           | —           | —           | —           | —           | —           | —           | —           |                                                                                    | Recess                            |
| 2014 | Dirty Vibe                                                         | —           | —           | —           | —           | —           | —           | —           | —           | —           | —           |                                                                                    | Recess                            |
| 2015 | Where Are Ü Now (con Diplo e Justin Bieber)                        | —           | —           | —           | —           | —           | —           | —           | —           | —           | —           | - AUS: Platino (2) - DNK: Oro - NZ: Platino (2) - SWE: Platino - RIAA: Platino (3) | Skrillex and Diplo Present Jack Ü |
| 2015 | Squad Out! (con Jauz feat. Fat Man Scoop)                          | —           | —           | —           | —           | —           | —           | —           | —           | —           | —           |                                                                                    | /                                 |
| 2015 | El Chapo (con The Game)                                            | —           | —           | —           | —           | —           | —           | —           | —           | —           | —           |                                                                                    | The Documentary 2.5               |
| 2015 | To Ü (con Diplo feat. AlunaGeorge)                                 | —           | —           | —           | —           | —           | —           | —           | —           | —           | —           |                                                                                    | Skrillex and Diplo Present Jack Ü |
| 2015 | Working for It (con ZHU & THEY.)                                   | —           | —           | —           | —           | —           | —           | —           | —           | —           | —           | - AUS: Platino                                                                     | /                                 |
| 2016 | No Chill (con Vic Mensa)                                           | —           | —           | —           | —           | —           | —           | —           | —           | —           | —           |                                                                                    | /                                 |
| 2016 | Killa (con Wiwek feat. Elliphant)                                  | —           | —           | —           | —           | —           | —           | —           | —           | —           | —           |                                                                                    | The Free & Rebellious             |
| 2016 | Purple Lamborghini (con Rick Ross)                                 | —           | —           | —           | —           | —           | —           | —           | —           | —           | —           | - MC: Oro - RIAA: Oro                                                              | Suicide Squad: The Album          |
| 2016 | Mind (con Diplo feat. Kai)                                         | —           | —           | —           | —           | —           | —           | —           | —           | —           | —           |                                                                                    | Skrillex and Diplo Present Jack Ü |
| 2016 | Slam Dunk (con Valentino Khan feat. Kstylis)                       | —           | —           | —           | —           | —           | —           | —           | —           | —           | —           |                                                                                    | /                                 |
| 2016 | Waiting (con RL Grime e What So Not)                               | —           | —           | —           | —           | —           | —           | —           | —           | —           | —           |                                                                                    | /                                 |
| 2017 | Chicken Soup (con Habstrakt)                                       | —           | —           | —           | —           | —           | —           | —           | —           | —           | —           |                                                                                    | HOWSLA                            |
| 2017 | Would You Ever (con Poo Bear)                                      | —           | —           | —           | —           | —           | —           | —           | —           | —           | —           |                                                                                    | /                                 |
| 2017 | Saint Laurent (con DJ Sliink e Wale)                               | —           | —           | —           | —           | —           | —           | —           | —           | —           | —           |                                                                                    | /                                 |
| 2017 | Favor (con Vindata e Nstasia)                                      | —           | —           | —           | —           | —           | —           | —           | —           | —           | —           |                                                                                    | /                                 |
| 2018 | Goh (con What So Not e KLP)                                        | —           | —           | —           | —           | —           | —           | —           | —           | —           | —           |                                                                                    | Not All the Beautiful Things      |
| 2018 | Agen Wida (con Joyryde)                                            | —           | —           | —           | —           | —           | —           | —           | —           | —           | —           |                                                                                    | /                                 |
| 2019 | Face My Fears (con Hikaru Utada)                                   | —           | —           | —           | —           | —           | —           | —           | —           | —           | —           |                                                                                    | Bad Mode                          |
| 2019 | Two Nights Part II (con Lykke Li e Ty Dolla Sign)                  | —           | —           | —           | —           | —           | —           | —           | —           | —           | —           |                                                                                    | Still Sad Still Sexy              |
| 2019 | Midnight Hour (con Boys Noize e Ty Dolla Sign)                     | —           | —           | —           | —           | —           | —           | —           | —           | —           | —           |                                                                                    | /                                 |
| 2021 | Butterflies (con Starrah e Four Tet)                               | —           | —           | —           | —           | —           | —           | —           | —           | —           | —           |                                                                                    | /                                 |
| 2021 | Too Bizarre (con Swae Lee e Siiickbrain)                           | —           | —           | —           | —           | —           | —           | —           | —           | —           | —           |                                                                                    | /                                 |
| 2021 | Supersonic (My Existence) (con Noisia, Josh Pan e Dylan Brady)     | —           | —           | —           | —           | —           | —           | —           | —           | —           | —           |                                                                                    | /                                 |
| 2021 | En Mi Cuarto (con Jhay Cortez)                                     | —           | —           | —           | —           | —           | —           | —           | —           | —           | —           |                                                                                    | Timelezz                          |
| 2021 | In da Getto (con J Balvin)                                         | —           | —           | —           | —           | —           | —           | —           | —           | —           | —           |                                                                                    | Jose                              |
| 2021 | Don't Go (con Justin Bieber)                                       | —           | —           | —           | —           | —           | —           | —           | —           | —           | —           |                                                                                    | Don't Get Too Close               |
| 2023 | Rumble (con Fred Again e Flowdan)                                  | —           | —           | —           | —           | —           | —           | —           | —           | —           | —           |                                                                                    | Quest for Fire                    |
| 2023 | Way Back (con PinkPantheress e Trippie Redd)                       | —           | —           | —           | —           | —           | —           | —           | —           | —           | —           |                                                                                    | Don't Get Too Close               |
| 2023 | Leave Me Like This (con Bobby Raps)                                | —           | —           | —           | —           | —           | —           | —           | —           | —           | —           |                                                                                    | Quest for Fire                    |
| 2023 | Real Spring (con Bladee)                                           | —           | —           | —           | —           | —           | —           | —           | —           | —           | —           |                                                                                    | Don't Get Too Close               |
| 2023 | Xena (con Nai Barghouti)                                           | —           | —           | —           | —           | —           | —           | —           | —           | —           | —           |                                                                                    | Quest for Fire                    |
| 2023 | Don't Get Too Close (con Bibi Bourelly)                            | —           | —           | —           | —           | —           | —           | —           | —           | —           | —           |                                                                                    | Don't Get Too Close               |
| 2023 | Baby Again (con Fred Again e Four Tet)                             | —           | —           | —           | —           | —           | —           | —           | —           | —           | —           |                                                                                    | /                                 |
| 2023 | Fine Day Anthem (con Boys Noize e Opus III)                        | —           | —           | —           | —           | —           | —           | —           | —           | —           | —           |                                                                                    | /                                 |
| 2023 | Badders (con Peekaboo, Flowdan e G-Rex)                            | —           | —           | —           | —           | —           | —           | —           | —           | —           | —           |                                                                                    | Eyes Wide Open                    |
| 2024 | Taka (con Ahadadream e Priya Ragu)                                 | —           | —           | —           | —           | —           | —           | —           | —           | —           | —           |                                                                                    | /                                 |
| 2024 | Push (con Taichu, Hamdi e Offaiah)                                 | —           | —           | —           | —           | —           | —           | —           | —           | —           | —           |                                                                                    | /                                 |
| 2024 | Talk to Me (con Champion, Four Tet e Naisha)                       | —           | —           | —           | —           | —           | —           | —           | —           | —           | —           |                                                                                    | /                                 |
| 2024 | Heavy Heart (con Loco Dice e Fireboy DML)                          | —           | —           | —           | —           | —           | —           | —           | —           | —           | —           |                                                                                    | /                                 |

### Come artista ospite
| Anno | Titolo                                                             | Certificazioni | Album di provenienza |
| ---- | ------------------------------------------------------------------ | -------------- | -------------------- |
| 2011 | Get Up! (Korn featuring Skrillex)                                  |                | The Path of Totality |
| 2011 | Narcissistic Cannibal (Korn featuring Skrillex and Kill the Noise) |                | The Path of Totality |
| 2012 | Chaos Lives in Everything (Korn featuring Skrillex)                |                | The Path of Totality |
| 2013 | Wild for the Night (ASAP Rocky feat. Skrillex & Birdy Nam Nam)     | - AUS: Oro     | Long. Live. ASAP     |

## Videografia

### Video musicali
| Anno                                  | Brano musicale                               | Direttore     |
| ------------------------------------- | -------------------------------------------- | ------------- |
| 2009                                  | Mora                                         | Shawn Butcher |
| 2011                                  | Cinema (Skrillex Remix)                      | —             |
| 2011                                  | Rock n' Roll (Will Take You to the Mountain) | Jason Ano     |
| 2011                                  | First of the Year (Equinox)                  | Tony Truand   |
| 2011                                  | Ruffneck (FULL Flex)                         | Tony Truand   |
| 2012                                  |                                              | Tony Truand   |
| Bangarang                             |                                              | Tony Truand   |
| Goin' In (Skrillex "Goin Hard" Remix) | —                                            |               |
| Lick It                               | —                                            |               |
| Make It Bun Dem                       | Tony Truand                                  |               |
| Breakn' A Sweat                       | Radical Friend                               |               |
| 2013                                  | Summit (Unofficial)                          | Pilerats      |
| 2015                                  | Burial                                       | —             |
| 2016                                  | Purple Lamborghini (ft. Rick Ross)           | __            |